# Babki Oleckie (gromada)
Babki Oleckie – dawna gromada, czyli najmniejsza jednostka podziału terytorialnego Polskiej Rzeczypospolitej Ludowej w latach 1954–1972.
Gromady, z gromadzkimi radami narodowymi (GRN) jako organami władzy najniższego stopnia na wsi, funkcjonowały od reformy reorganizującej administrację wiejską przeprowadzonej jesienią 1954 do momentu ich zniesienia z dniem 1 stycznia 1973, tym samym wypierając organizację gminną w latach 1954–1972.
Gromadę Babki Oleckie z siedzibą GRN w Babkach Oleckich utworzono – jako jedną z 8759 gromad – w powiecie oleckim w woj. białostockim, na mocy uchwały nr 20/V WRN w Białymstoku z dnia 4 października 1954. W skład jednostki weszły obszary dotychczasowych gromad Babki Oleckie, Sedranki i Judziki, kolonie nr nr 15, 22, 26, 27, 28, 30, 31, 37, 38, 62, 63, 64, 65, 66, i kolonie (z wyłączeniem działek leśnych i łąkowych) nr nr 11, 12, 13, 14, 16, 17,18, 19, 20, 24, 25, 32, 33, 34, 35, 36, 39 z dotychczasowej gromady Dąbrowskie i lasy państwowe z dotychczasowej gromady Plewki ze zniesionej gminy Borawskie w tymże powiecie oraz obszar dotychczasowej gromady Bialskie Pole, miejscowość Budki z dotychczasowej gromady Gorczyce, kolonia nr 229 i obszar lasów państwowych z dotychczasowej gromady Mieruniszki ze zniesionej gminy Mieruniszki w tymże powiecie. Dla gromady ustalono 11 członków gromadzkiej rady narodowej.
1 stycznia 1972 gromadę Babki Oleckie zniesiono, a jej obszar włączono do gromad Szczecinki (wsie Babki Oleckie, Bialskie Pole, Dąbrowskie i Judziki) i Olecko (wieś Sedranki).